# James e o Pêssego Gigante (livro)
James and the Giant Peach (em português:  James e o Pêssego Gigante) é um romance infantil popular escrito em 1961 pelo autor britânico Roald Dahl. A primeira edição, publicada por Alfred Knopf, contou com ilustrações de Nancy Ekholm Burkert. Houve versões re-ilustradas dele ao longo dos anos, feitas por Michael Simeon (para a primeira edição britânica), Emma Chichester Clark, Lane Smith e Quentin Blake. Foi adaptado para um filme de mesmo nome em 1996 (com Smith sendo um designer conceitual), dirigido por Henry Selick, e um musical em 2010.
A trama gira em torno de um jovem órfão inglês que entra em um pêssego gigantesco e mágico e tem uma aventura selvagem e surreal através do mundo com sete insetos de jardim magicamente alterados que ele conhece. Dahl originalmente iria escrever sobre uma cereja gigante, mas mudou para James e o Pêssego Gigante porque um pêssego é "mais bonito, maior e mais macio do que uma cereja". Por causa do conteúdo ocasionalmente macabro e potencialmente assustador da história, ela se tornou um alvo regular dos censores.
Dahl dedicou o livro a sua filha Olivia, de seis anos, que morreu de complicações do sarampo apenas um ano após a publicação do livro.

O romancista americano Bret Easton Ellis citou James and the Giant Peach como seu livro infantil favorito:
Isso mudou minha vida. Minha tia leu para mim, minhas irmãs e meus três primos em duas sessões durante as férias em uma casa de praia quando eu tinha cerca de seis anos. A ideia de que o mundo era mais cruel, mais cruel, mais absurdo e fantástico do que qualquer coisa que os livros ilustrados me haviam mostrado anteriormente causou um impacto real. Esse foi o momento em que não pude voltar atrás [como leitor].

## Enredo
James Henry Trotter é um menino que vive feliz com os pais em uma casa à beira-mar. Infelizmente, quando ele tem quatro anos, um rinoceronte estranhamente carnívoro e furioso escapa do Zoológico de Londres e come os pais de James enquanto eles estão fazendo compras na capital. Ele acaba morando com suas duas tias cruéis, Spanca e Esponja. Em vez de cuidar dele, eles abusam dele física e verbalmente, isolam-no em sua casa e jardim em ruínas no topo de uma colina, distribuem punições sádicas pelas menores infrações, forçam-no a dormir no chão nu de um quarto que parece uma cela de prisão e o forçam a fazer tarefas pesadas na maioria das vezes que eles próprios não se dão ao trabalho de fazer (eles também não o chamam pelo nome verdadeiro, mas por insultos como "sua fera nojenta" ou "sua criatura miserável").
Um dia, depois de James estar morando com suas tias há três anos, ele conhece um homem misterioso que lhe dá um saco de cristais mágicos, instruindo James a usá-los em uma poção que mudaria sua vida para melhor. Ao voltar para casa, James tropeça e derrama o saco no chão, perdendo os cristais enquanto eles se enterram no subsolo. Um pessegueiro estéril próximo, por sua vez, produz um único pêssego que logo atinge o tamanho de uma casa. Spanca e Esponja constroem uma cerca ao redor e ganham dinheiro vendendo ingressos para turistas; James está trancado em casa, só conseguindo ver o pêssego e a multidão através das grades da janela de seu quarto.
Depois que os turistas vão embora, James é designado para limpar o lixo ao redor do pêssego e encontra um buraco dentro dele. Ele rasteja para dentro, através de um túnel, e se encontra em uma sala, no caroço de pêssego ampliado. Lá, ele conhece Sr. Centopéia, Senhorita Aranha, Sr. Velho Gafanhoto Verde, Sr. Minhoca, Sra. Joaninha, Sra. Vaga-lume e Sr. Bicho-da-seda.
No dia seguinte, Centopeia corta o caule do pêssego, fazendo-o rolar e esmagar as tias de James. Chega ao mar e é cercado por tubarões vorazes. James usa a Senhorita Aranha e o Bicho da Seda para fazer fios, enquanto a Minhoca é usada como isca e atrai 501 gaivotas para o pêssego, onde os fios são amarrados em seus pescoços. O pêssego é retirado da água. Bem acima das nuvens, o pêssego encontra os Homens-Nuvens, que são retratados como responsáveis por fenômenos climáticos como tempestades de granizo e arco-íris. Centopeia zomba dos Homens-Nuvens, que jogam coisas no grupo até que eles saiam.
Mais tarde, James percebe que o grupo chegou à cidade de Nova Iorque. A asa de um avião que passa corta as cordas e o pêssego que cai cai na torre do Empire State Building. A princípio é confundido com uma bomba, resultando na chegada de policiais e bombeiros. Acalmando a multidão, James conta sua história e torna-se amigo de muitas crianças em Nova York; eles comem o pêssego e James e seus amigos conseguem seus próprios empregos, agora residindo no Central Park, no caroço do pêssego.

## Personagens
- James Henry Trotter - O protagonista de sete anos.
- The Old Man (O Homem Velho) – Um homem amigável, mas misterioso, que inicia a aventura de James.
- Aunt Spiker (Tia Spanca) – Uma mulher magra, alta, cruel e malvada; Irmã da tia Esponja.
- Aunt Sponge (Tia Esponja) – Uma mulher gorda, traiçoeira, gananciosa e malvada; Irmã da tia Spanca.
- The Centipede (A Centopéia) – Uma centopéia macho, retratada como um malandro barulhento e orgulhoso de suas "cem pernas", embora tenha apenas 42.
- The Earthworm (Minhoca) – Uma minhoca macho que frequentemente briga com a Centopeia.
- The Old Green Grasshopper (O Celho Gafanhoto Verde) – Um gafanhoto macho, que é o mais velho e culto dos animais.
- The Ladybug (A Joaninha) – Uma joaninha fêmea gentil e maternal.
- Miss Spider (Senhorita Aranha) – Uma aranha fêmea bem-humorada que cuida de James.
- The Glowworm (A Vaga-lume) – Uma fêmea de vaga-lume, que é usada como sistema de iluminação para o Pêssego.
- The Silkworm (O Bicho-da-seda) – Um bicho-da-seda fêmea, que auxilia Miss Spider na produção de fios, tanto antes quanto depois da aventura.

## Controvérsia de censura de 2023
Apesar de Roald Dahl ter ordenado a seus editores que não "mudassem nem uma única vírgula em um de meus livros", em fevereiro de 2023 a Puffin Books, uma divisão da Penguin Books, anunciou que reescreveria partes de muitos dos romances infantis de Dahl, mudando a linguagem para, nas palavras da editora, “garantir que possa continuar a ser desfrutado por todos hoje”. A decisão foi recebida com duras críticas de grupos e figuras públicas, incluindo os autores Salman Rushdie e Christopher Paolini, primeiro-ministro britânico Rishi Sunak, A Rainha Camila do Reino Unido, Kemi Badenoch, PEN América, e Brian Cox. Os editores de Dahl nos Estados Unidos, França e Holanda anunciaram que se recusaram a incorporar as mudanças.
Em James and the Giant Peach, mais de setenta mudanças foram feitas, como remover referências a Esponja como gorda (incluindo escrever um poema inteiramente novo), mudar queer para estranho, remover referências à cor da pele (como "seu rosto branco de horror ", "parecendo branco e magro", e a "linda pele rosada" de Earthworm's), e mudando Cloud-Men para Cloud-People.
| Texto original | Texto de 2023                                     |
| --- | ------------------------------------------------- |
| Havia cavernas por toda parte correndo para a nuvem, e nas entradas das cavernas as esposas dos Homens das Nuvens estavam agachadas sobre pequenos fogões com frigideiras nas mãos, fritando bolas de neve para o jantar dos maridos. | Havia casas por toda parte correndo para a nuvem. |

## Adaptações

### Adaptações cinematográficas
Uma adaptação televisiva do romance apareceu na BBC One em 28 de dezembro de 1976. Paul Stone dirigiu um roteiro de Trever Preston. O elenco incluía Simon Bell no papel de James, Bernard Cribbins no papel de Centipede e Anna Quayle no papel de tia Spanca.
Embora Roald Dahl tenha recusado inúmeras ofertas durante sua vida para produzir uma versão cinematográfica de James e o Pêssego Gigante, sua viúva, Felicity Dahl, aprovou uma oferta para produzir uma adaptação cinematográfica em conjunto com a Disney em meados da década de 1990. Foi dirigido por Henry Selick e produzido por Denise Di Novi e Tim Burton, que já haviam feito The Nightmare Before Christmas (O Estranho Mundo de Jack). O filme consiste em live-action e stop-motion para reduzir as finanças da produção. Foi narrado por Pete Postlethwaite (que também interpretou o Velho). O filme foi lançado em 12 de abril de 1996. Embora tenha sido um fracasso de bilheteria, recebeu críticas positivas e acabou se tornando um clássico cult.
Existem inúmeras mudanças tanto no enredo do filme quanto no enredo do livro, embora o filme tenha sido geralmente bem recebido. Felicity Dahl disse: "Acho que Roald teria ficado encantado com o que fizeram com James." Owen Gleiberman da Entertainment Weekly elogiou a parte animada, mas chamou os segmentos de ação ao vivo de "grosseiros". Foi indicado ao Oscar de Melhor Trilha Sonora Original de Musical ou Comédia (por Randy Newman).
Em agosto de 2016, Sam Mendes estava em negociações com a Disney para dirigir outra adaptação live action do romance, com Nick Hornby em negociações para o roteiro. Em maio de 2017, Mendes não estava mais vinculado ao projeto devido ao início de negociações com a Disney sobre a direção de uma adaptação cinematográfica live-action de Pinóquio.

### Adaptação musical

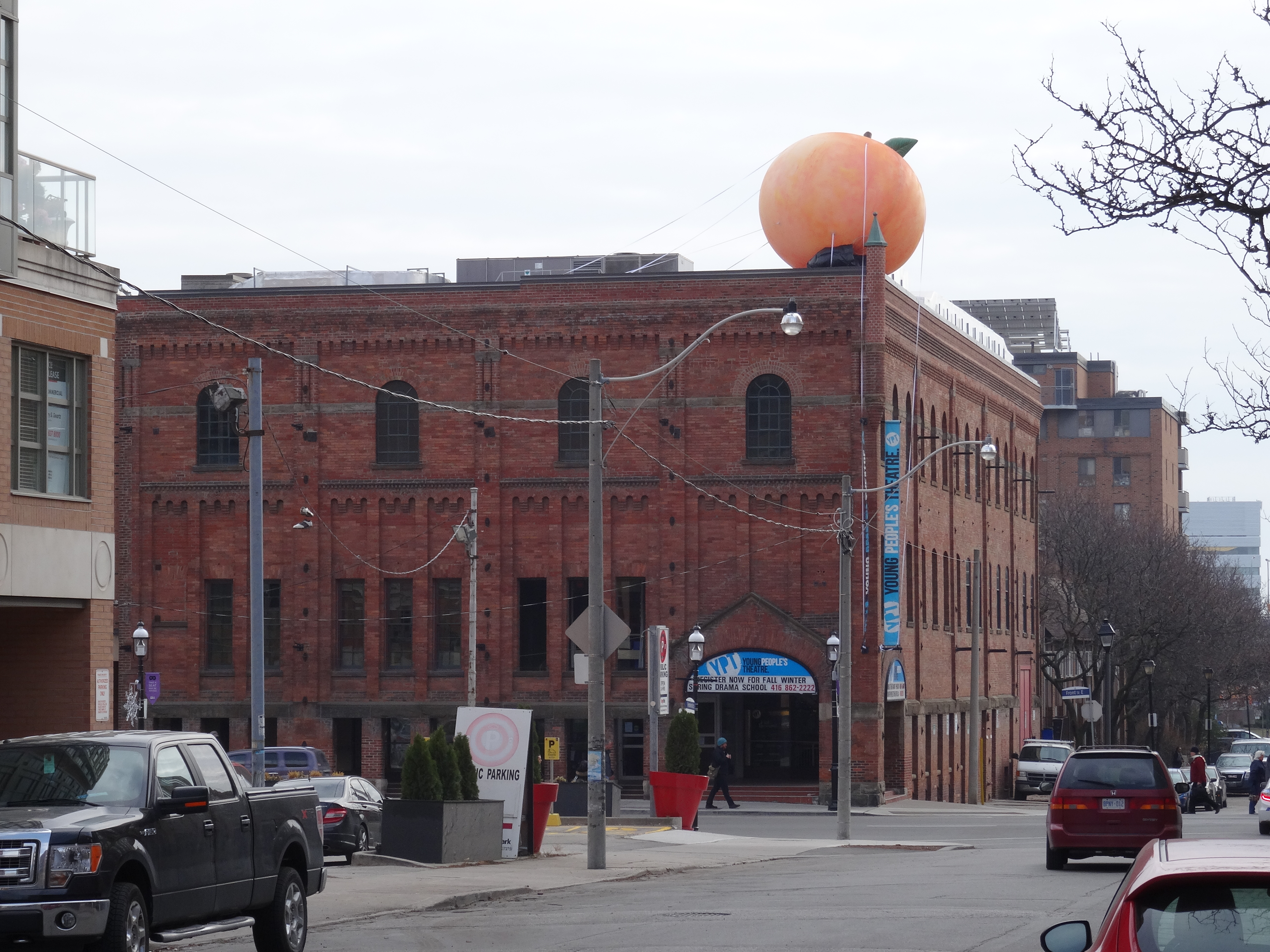
Musical James e o Pêssego Gigante tocando no Young People's Theatre em Toronto, 2014

O livro foi transformado em musical com música e letra de Benj Pasek e Justin Paul e livro de Timothy Allen McDonald. O musical estreou no Goodspeed Musicals no dia 21 de outubro de 2010, e atualmente é produzido em teatro regional e juvenil.

### Adaptação de palco
A peça de David Wood baseada em James e o Pêssego Gigante foi apresentada em todo o mundo. Foi produzido pela primeira vez em 2001 pelo Sherman Theatre, Cardiff e Birmingham Stage Company, que então fez uma turnê por todo o Reino Unido. Outras produções importantes foram montadas por West Yorkshire Playhouse e Polka Theatre, e é muito popular entre companhias comunitárias e amadoras no Reino Unido e nos EUA. A peça é publicada e licenciada pela Concord Theatricals.

### Adaptação teatral
O Norwich Puppet Theatre de Ray DaSilva apresentou apresentações de teatro de fantoches em 1985.

### Audiolivros
O livro foi gravado várias vezes, incluindo:
- 1977 - pelo próprio Roald Dahl para a Caedmon Records (TC-1543 [LP resumido]/CDL 51543 [cassete resumida]) [31]
- 2003 - por Jeremy Irons para a Harper Children's Audio[32]
- 2016 – por Julian Rhind-Tutt para a Puffin Audio[33]

### Eventos para caridade
Em maio de 2020, em meio à pandemia de COVID-19, Taika Waititi, o diretor vencedor do Oscar, trabalhou com a Roald Dahl Story Company para publicar leituras audiovisuais do livro. Waititi foi acompanhado pelas atrizes vencedoras do Oscar Meryl Streep, Lupita Nyong'o e Cate Blanchett; os atores Benedict Cumberbatch, Liam e Chris Hemsworth, Ryan Reynolds; a Duquesa da Cornualha e outros em dez episódios que foram então publicados no canal oficial de Roald Dahl no YouTube.
O evento foi organizado para arrecadar dinheiro para a organização global sem fins lucrativos Partners In Health, fundada pela filha de Dahl, Ophelia, que lutava contra a COVID-19 em áreas vulneráveis; com Roald Dahl Story Co. comprometendo-se a doar doações de até US$ 1 milhão. Waititi já estava trabalhando com a empresa como escritor, diretor e produtor executivo da próxima adaptação serializada de Charlie e a Fábrica de Chocolate da Netflix.

## Edições
- 2011 – ISBN 0-14-310634-1 (Penguin Classics Deluxe Edition brochura, 50º aniversário, ilustrado por Jordan Crane e Nancy Ekholm Burkert, introdução por Aimee Bender)
- 1996 – ISBN 0679880909 (brochura, ilustrado por Lane Smith)
- 1995 – ISBN 0-14-037156-7 (brochura, ilustrado por Quentin Blake)
- 1994 – ISBN 1-55734-441-8 (brochura)
- 1990 – ISBN 0-14-034269-9 (brochura, ilustrado por Emma Chichester Clark)
- 1980 – ISBN 0-553-15113-4 (brochura, Bantam Skylark)
- 1961 – ISBN 0-394-81282-4 (capa dura)
- 1961 – ISBN 978-0-394-91282-0 (encadernação de biblioteca, ilustrado por Nancy Ekholm Burkert)